# 多田健二
多田 健二（ただ けんじ、1974年〈昭和49年〉8月8日 - ）は、日本のお笑い芸人。お笑いコンビ・COWCOWのボケ担当。立ち位置は左。R-1ぐらんぷり2012優勝者。

## 人物
- 大阪府枚方市出身。身長173cm、体重52kg、B型。大阪府立磯島高等学校出身。
- 漫才の時は毎回伊勢丹の紙袋と同じ配色のチェック柄のスーツを着ている。そのスーツを着ているときはつかみで「伊勢丹の紙袋でーす」と言う。また、数年前の誕生日に、相方・善しの嫁からA BATHING APEの伊勢丹柄のバッグをもらったのを普段から愛用している。愛車のミニ (BMC) の車体も伊勢丹柄にラッピングしている[1]。
  - 同柄のベストも存在し、「ベストもありまーす」と、2度目のつかみで使用することもある。
  - 最初は原宿のビジュアル系バンドの店で現在のスーツを購入したが、その店が閉店してしまい、現在スーツはオーダーメイドで仕立ててもらっている。価格は一着8万円[2]。
  - 現在「伊勢丹の紙袋でーす」というつかみのネタがあり、京都市と大阪市にも伊勢丹（正確にはそれぞれジェイアール京都伊勢丹・JR大阪三越伊勢丹）があるが、上京したてのころは伊勢丹に馴染みがなかったため、東京での初ライブのときのアンケートでお客さん全員に『伊勢丹』という言葉を初めて目にし、M-1の準決勝で初めて「伊勢丹の紙袋でーす」のつかみを披露した[3]。
  - 2012年2月には三越伊勢丹ホールディングスの代表取締役社長・大西洋が吉本興業東京本社を訪問し、このギャグが伊勢丹公認になったことを明かしている[4]。ところが2013年9月18日、10月末をめどに伊勢丹の紙袋を一新することを発表。多田自身も動揺していたが、熟考の末、リニューアルされる10月30日の前日に、自身のTwitterでスーツを新調する事を発表。12月に行われた単独ライブ「COWCOWのやりたいこと100」において披露した[5]。
- 後輩芸人の礼儀など、細かいことに対して指摘することがあり、その際に「別にええねんけどな」と前置きをして注意することが多いため、そこから派生して、日常の些細なことを言い合う「別にエエねんけど…ライブ」を定期的に開催している。[6]
- コンビでのネタはもちろん、多田のピンネタはFUJIWARAの原西孝幸と共に、吉本内でも一二を争うほど一発ギャグのストックが無数にあり得意としている。このため、自分達が主催するギャグイベント「秒殺」を不定期に開催しており、自身もプレイヤーとして毎回参加している。R-1ぐらんぷり2012では「50音ギャグ」のネタで優勝。なおこの優勝をきっかけにして「50音の頭文字ごとに一発ギャグをする」というフォーマットがお笑い芸人の間で流行し、平野ノラの「50音バブリー」など多くのフォロワーを生んだ。
- また、笑福亭笑瓶のトレードマークの鼈甲色のプラスチックフレームの眼鏡をかけて、学園天国のリズムに乗せて「ヘーイヘーイヘイ! ショウヘイ!」と歌いながら振り向くギャグも定番としている。かつては亀田興毅の顔真似（ビックカメラのCMソングに乗せて「ビーックビックビックビック亀田!」と歌いながら振り向く）も存在したが、2007年10月11日に興毅が弟・大毅の世界タイトル戦のセコンドにつき、不適切な指示をしたとして問題になった後からは姿を消した。
- テレビや舞台で出番が終わって最後にはける時に、「かえれ〜〜!」と言って、観客やスタッフを帰らせるように煽るギャグも得意としている。プライベートでも仲がいい先輩のナインティナインの岡村にもこのギャグを『めちゃ2イケてるッ!』：フジテレビ の番組内などで、岡村自身のギャグのようによく使われたりしている。
- 多田曰く多田の三大親友は、先輩の岡村隆史（ナインティナイン）、同期の小籔千豊、後輩の村本大輔（ウーマンラッシュアワー）である。
- 吉本の芸人グループのなかでも屈指の規模を誇る「多田軍団」を率いる（総メンバーは三十人ほどで、大阪支部もあるらしい）。上京してまだ間もない頃知り合った黒瀬純（パンクブーブー）が、重岡謙作（ラフ・コントロール）をはじめとする多くの後輩を彼に紹介したことがきっかけ。黒瀬が福岡、重岡が熊本出身であるためか、肩身の狭い思いをした地方出身者が構成員に多いという。黒瀬からは「兄ちゃま」と呼ばれている。
- 2010年7月7日に、多田のファンだった12歳年下の一般女性と結婚。2008年に多田がルミネtheよしもとで新喜劇に出演した際、ステージの自分に向かって手を振ってくれた姿を見て「自分のタイプの女性」と確信した多田が一目惚れ。スタッフを仲介して連絡先を伝えたことから交際がスタートし、2年の交際の後に（内、1年同棲）ゴールインした。多田が「結婚しましょう、織姫様」と七夕にかけたプロポーズをしたこと、また、他のルミネ出演芸人もこの時期たて続けに結婚発表をしていたこともあり、同劇場の9周年キャンペーンとして、多田のお相手の女性が出会いの当日に座っていた劇場のシート「B-20」が「愛のパワースポットシート」として特別に装飾され、山田花子を模した「恋と婚活の花子ちゃん像」と共に愛のパワースポットと称して大々的なキャンペーンも行われた。2011年9月17日に第1子（女児）が誕生。
  - 芸人がファンの女性と付き合うことは、ある種タブー視されることもあるが、そのことをいじられた際に多田は、「俺はファンに手を出したんとちゃう。『お客様に手を差し伸べた』んや！」と切り返すことが多い。そのことを聞いた、ウーマンラッシュアワーの村本は、「ファンに手を出すことに対して、あんなに上手に返す人は見たことがない！」と感激したという。[7]
- インドネシアでのライブにおいて、同国の大統領であるジョコ・ウィドドのモノマネをよく行っていた[8][9]。

## 出演

### テレビ
- 爆笑レッドカーペット（フジテレビ）キャッチコピーは「こっちも一人で登場」
  - コラボカーペットでTKOやFUJIWARA原西孝幸&ずん飯尾和樹と共演。
- お笑いメリーゴーランド（TBS）[10]
- run for money 逃走中(フジテレビ、2013年1月6日、13日、2014年1月5日)
- くりぃむクイズ ミラクル9（2012年 - 、テレビ朝日系列、不定期）
- ディズニー365（2013年4月1日 - 、ディズニー・チャンネル,ディズニーXD）MC

### 映画
- EP FILMS 「修羅の巷」「狂気な組長」「修羅のデン!」（casTY）
- YOSHIMOTO DIRECTOR'S 100 「ボギー☆ザ・ヒーロー」（吉本興業）